# Michael Stonebraker
Michael Stonebraker (11 octobre 1943) est un scientifique américain, informaticien spécialisé dans la recherche sur les bases de données.

## Biographie et travaux
Il a commencé ses recherches à l'Université de Californie à Berkeley dans les années 1970, et les systèmes de bases de données vendus par la suite par Oracle, IBM ou Microsoft descendent en partie de ses travaux en collaboration avec Eugene Wong.
Professeur au Massachusetts Institute of Technology, l'essentiel de ses recherches et travaux ont porté sur les bases de données relationnelles. Il est le fondateur de plusieurs projets de bases de données, dont Ingres, Illustra, Cohera, StreamBase Systems, Vertica, VoltDB, Paradigm4, mais est surtout connu pour être le créateur du système de bases de données PostgreSQL qu'il a développé à partir de 1986.
En 2010 et 2011, ses recherches portent sur NoSQL, architecture de bases de données s'affranchissant du SQL,.

## Distinctions
- Prix Turing[8] (2014)
- Médaille John von Neumann (2005)
- Académie nationale d'ingénierie des États-Unis : membre (1998)
- Forbes : One of 8 innovators driving the Silicon Valley wealth explosion (1998)
- Computer Reseller News : membre du Hall of Fame (1998)